# Завойовник (фільм)
Завойовник (англ. The Conqueror) — епічний фільм американського режисера Діка Пауелла та сценариста Оскара Мілларда. Фільм знятий за технологією CinemaScope. Джон Вейн зіграв головну роль монгольського завойовника Чингісхана. Крім нього, у фільмі знімались Сьюзен Гейворд, Агнес Мургед та Педро Армендаріс. Продюсер фільму відомий підприємець Говардом Г'юз. Більша частнеа фільму була знята біля Сент-Джорджа, штат Юта.
Незважаючи на відомий акторський склад та успіх у бокс-офісі, критики рознесли стрічку. Фільм часто називають одним з найгірших фільмів 1950-х та одним з найгірших фільмів усіх часів. Вейн, який був на піку своєї кар'єри, бажав отримати головну роль після прочитання сценарію. Як вважається, він не підходив на роль Темуджина. В результаті, Вейна посмертно став «лауреатом» премії «Золота Індичка» за його роль у фільмі.

## Сюжет
Монгольський вождь Темуджин (пізніше відомий як Чингісхан) закохується у Борте, дочку татарського вождя, та викрадає її, спричиняючи цими діями війну. Однак Борте не любить Темуджина. Її звільнюють, а Темуджина захоплюють у полон. Пізніше, Борте все ж закохується у монгола, та допомагає йому втекти. Темуджін підозрює, що його зрадив хтось з монголів. Він збирається знайти зрадника та перемогти татар…

## У ролях
- Джон Вейн — Темуджин (пізніше Чингісхан)
- Сьюзен Гейворд — Борте
- Агнес Мургед — Оелун
- Педро Армендаріс — Джамуха
- Томас Гомез — Ван-Хан
- Джон Гойт — шаман
- Вільям Конрад — Хасар
- Тед де Корсиа — Кумлек
- Леслі Бредлі — Таргутай
- Лі Ван Кліф — Джебе
- Пітер Мамакос — Боорчу
- Лео Гордон — татарський військовий начальник
- Річард Лу — військовий начальник Ван-Хана
- Майкл Вейн  — монгольський страж (не вказаний у титрах)
- Патрік Вейн - не вказаний у титрах

## Зйомки
Частина фільму була знята в штаті Юта у таких локаціях як Сноу Каньйон, Долина Уорнер, Пайн-Веллі, Лідс та Гаррісбург. Вуличні сцени були зняті біля Сент-Джордж, штат Юта, що знаходиться за 220 км від Невадського випробувального полігону. У 1953 році, на полігоні відбулось 11 наземних випробувань ядерної зброї. Актори та знімальна група провели багато важких тижнів на майданчику, а продюсер Говард Г'юз пізніше відправив 60 тонн ютського бруду до Голлівуду, щоб відповідати місцевості штату та надати реалізму для перезйомок у студії. У знімальній групі фільму знали про ядерні випробування але федеральний уряд запевнив, що випробування не становлять небезпеки для здоров'я будь-кого.
Тим не менш, режисер Пауелл помер від раку у січні 1963 року, через сім років після виходу фільму. У Педро Армендаріса діагностували рак нирок в 1960 році. У червні 1963 року, після зйомок у фільмі «З Росії з любов'ю» він скоротив собі віку через нестерпний біль. Вейн, Гейворд та Мурхед померли від раку в 1970-х. Гойт помер від раку легенів у 1991 році. Вторинна причина смерті Лі Ван Кліфа була зазначена як рак горла. Деякі скептики вказують на інші фактори, такі як широке вживання тютюну. Зокрема це стосується Вейна та Мурхед, бо вони багато палили. Сам Джон Вейн вважав, що його рак шлунка був наслідком звички палити до шости пачок сигарет на день.
Акторський склад та знімальна група налічували 220 осіб. До кінця 1980 року, як з'ясував журнал People, 91 з них захворіли на певну форму раку, а 46 померли від цієї хвороби. Кілька родичів Вейна та Гейворд, які відвідали зйомки, також захворіли на рак. У Майкла Вейна розвинувся рак шкіри, у його брата Патріка було видалено доброякісну пухлину з грудної клітини, а у сина Гейворд, Тіма Баркера, було видалено доброякісну пухлину з рота.
Як відомо, Г'юз почував себе винним у своїх рішеннях щодо виробництва фільму, та особливо за рішення знімати фільм на небезпечній ділянці. Він викупив кожну копію фільму за 12 мільйонів доларів та довгі роки не випускав його у прокат, допоки Universal Pictures не придбали фільм прямо у маєтку Г'юза у 1979 році. «Завойовник» та із «Крижана станція Зебра» були тими фільмами, котрі Г'юз нескінченно дивився протягом останніх років свого життя.
Доктор Роберт Пендлтон, у той час професор біології в Університеті штату Юта, заявив у 1980 році: "За таких показників цей випадок може кваліфікуватися як епідемія. Зв'язок між радіоактивними викидами та раком було практично неможливо довести, коли були окремі випадкі. Але в групі такого розміру, коли ви маєте 91 випадок захворювання на рак, я вважаю, що це має бути розглянуто в суді". Кілька членів знімальної групи, а також родичі загиблих вважали, що уряд знав більше про небезпеку в цьому районі, ніж було поінформовано населення.
Оскільки в складі знімальної групи налічувалося близько 220 осіб, а потенційна кількість випадків раку могла би бути значно більшою, то існують суперечки щодо того, чи справді захворюванність можна пояснити радіацією з полігону. За статистикою шанси на розвиток раку у чоловіків у США складають 43 %, а шанс померти від нього — 23 % (трохи нижчий у жінок відповідно на 38 % та 19 %). Ця статистика не включає в себе корінних американців з плем'я Паюти, багато з яких також померли від раку.

## Реліз
«Завойовника» було перемонтовано, для того, щоб отримати відовідний прокатний рейтинг. Прем'єра фільму відбулася 2 лютого 1956 року в Лондоні до прем'єри у Лос-Анджелесі 22 лютого. Прем'єра у кінотеатрах відбулась 28 березня.
Після того, як Universal придбала права на фільм у 1979 році, студія випустила фільм на DVD у рамках своєї серії Vault 12 червня 2012 року.
Фільм занесений до книги засновника премії «Золота Малина» Джона Вілсона «Офіційний збірник фільмів Золотої Малини» як один зі 100 найприємніших поганих фільмів, що були зняті.

### Бокс-офіс
Фільм став одинадцятим найуспішнішим фільмом у північноамериканському прокаті в 1956 році, заробивши 4,5 мільйона доларів.